# Zsáka
Zsáka (románul: Jaca) nagyközség Hajdú-Bihar vármegyében, a Berettyóújfalui járásban.

## Fekvése
A település Hajdú-Bihar vármegye déli, bihari részén, Berettyóújfalu város vonzáskörében, a Debrecent Szegeddel összekötő 47-es főút mellett, a megyeszékhelytől 51 kilométerre, Berettyóújfalutól 16 kilométerre délnyugatra, Békéscsabától 80 kilométerre északkelet irányában fekszik. Földrajzi szempontból a Bihari-sík északnyugati peremén fekvő település. Belterülete 288, külterülete 7593 hektár.
Szomszédai: észak felől Bakonszeg, északkelet felől Berettyóújfalu (Berettyószentmárton), kelet felől Furta, délkelet felől Magyarhomorog, dél felől Komádi, délnyugat felől Darvas, északnyugat felől pedig Nagyrábé. A fentiek mellett Zsáka közigazgatási területébe teljesen enklávé jelleggel beékelődik Vekerd, a lakott terület központjáról mintegy 3-4 kilométerre délnyugatra.

### Megközelítése
A település területén kelet-nyugati irányban végighalad a Debrecen-Békéscsaba-Szeged közti 47-es főút, így ez a legfontosabb közúti megközelítési útvonala az említett városok mindegyike felől. A főút ma már elkerüli a belterületét, a korábbi, még a falun is áthaladó nyomvonal azóta a 4253-as út része, az köti össze Furtával is; Bakonszegtől pedig a 4224-es út húzódik idáig. Vekerdre a 42 115-ös út vezet a településről. Közigazgatási területének délkeleti részét érinti még a Furta–Komádi közti 4219-es út is.

## Története
Nevét először a 13. század elején íródott Váradi regestrum említi.
Az 1514-es Dózsa György vezette parasztfelkelést követően megerősítették az Izsákai család itteni udvarházát, így indultak azok a munkák, amelyek eredményeképp 1540-re elkészült a zsákai vár. Jól védhető, vizek övezte helyen fekszik. Bocskai István erdélyi hadjárata előtt idehozatta kincseit. A vár ellenállt a „Szejdi-dúlásnak” is, a 17. század végén azonban már rossz állapotú volt. Thököly Imre kétszer is itt szállt meg 1693-ban. Zsáka a 17. századtól megszakításokkal a Rhédey család birtoka volt.
A település a sárréti – bihari falvak jellegzetességeit, arculatát őrzi. Ez a tájegység az Alföld legjellegzetesebb, süllyedékes területe. A Berettyó- és Körös-vidék a pleisztocén és az óhelocén korban a Tiszántúl nagy víz- és üledékgyűjtője, erózió bázisa volt. A jégkorszak végén a Szamos, a Kraszna és a Tisza folyt ezen a területen – tehát nem a Berettyó töltötte fel. A feltöltődés után nagy mocsárvilág alakult ki. A végeláthatatlan mocsárvilágból kiemelkedő hátak (árvíz-mentes térszint kiemelkedések) lehetőségeket kínáltak a megtelepedéshez. A meglévő és mára már elpusztult települések is a volt folyókanyarokhoz, semlyékhez és porongokhoz kapcsolódtak.
A község határában és a környékén elpusztult települések nagyon régóta lakottak voltak. Egyes régi, megült helyekről és a község belterületéről még ma is kerülnek elő agancsból készült szerszámok, balták, csiszolatlan és csiszolt kőszerszámok, marokkövek, korongozás előtti agyagedény-töredékek, kultikus agyagszobrok, agyag istenek. Ezek mind bizonyítják az őskori ember jelenlétét e vidéken.
Zsáka a népvándorlás korában is lakott település volt Csekehida, Orod, Tancskereki és Kordasziget között.
A honfoglalás idején lakói szlávok voltak. A korai tárgyi emlékek mellett erről tanúskodik a Váradi regestrum is, amely 1214-ben említi Yzsowlaka írásmóddal (Izsólaka). A váradi káptalan egy 1322-ben kelt oklevele, mint egyházas községről Izsólaka név alatt emlékezik. Az Árpád-kori Izsólaka helynév az 1330-as években rövidült le Izsákára.
IV. Béla király idejéből már kun eredetűnek említik. A település és környéke a Zoard nemzetség-ből való Wécs unokáinak ősi birtoka. 1350-ben mint a Zoard nemzetségbeli Zoard fia, Domokos birtokaként említik, akinek családja Csekehida és Orod falvakkal együtt birtokolja. A birtokváltozás eredményeként 1486-ra már a Bessenyei család részbirtokossá vált Zsákán, és az Izsákai családdal birtokolta azt még 1479-ben is. 1552-ben a település nevét Isaka alakban írták, ekkor Isakai Osvald birtoka volt. A falunévről magát elnevező Izsákai család udvarházából épült ki a zsákai vár.
Zsáka vára a 16. és 17. században fontos szerepet játszott a térség védelmében, és különösen fontos szerepet töltött be Gyula várának védelme során. Bocskai István az erdélyi hadjárat előtt Nagykereki várából idehozta családi kincseit. Biztonságosabbnak tartotta, mint saját kereki várát. 1615-ben Zsáka és vára Kende Krisztináé, majd 1616-ban Giczi Györgyé lett, aki „Zsáka várát és városát” Furtával és Bakonszeggel együtt átengedte Bethlen Gábor Erdély fejedelmének. 1617-ben a vár a faluval együtt Rhédey Ferenc tulajdonába került. Pusztulása II. Rákóczi György sikertelen lengyelországi hadjáratát követően, Erdély bukásakor következett be, 1677-ben már várromként említik.
A Bihar vármegyéhez tartozó, 1773-ban falunak, 1877-től községnek minősülő település 1882-ben nagyközség, a polgári anyakönyvezés bevezetése után 1895-től anyakönyvi székhely lett. 1950-től az új tanácsi rendszerre való áttérés nyomán Hajdú-Bihar megye részeként önálló tanácsú község lett. 1971-től Zsáka nagyközségi tanács székhely települése, társközségei Darvas, Furta és Vekerd községek. 1990-től önálló jogállású nagyközség, körjegyzőségi székhelytelepülése Vekerd községnek. A kiemelt I. fokú építési hatósági feladatokat látja el 2003-tól – Furta, Zsáka és Vekerd települések közigazgatási területén.

## Közélete
| Időszak   | Tanácselnök     |                                                                 |
| --------- | --------------- | --------------------------------------------------------------- |
| 1950–1951 | Goron Gyula     |                                                                 |
| 1951–1954 | Szilágyi István | megbízott tanácselnök                                           |
| 1954–1957 | Hercegh Imre    |                                                                 |
| 1957–1957 | Gaál Imre       |                                                                 |
| 1957–1965 | Sárvári Imre    |                                                                 |
| 1965–1985 | Brumár János    |                                                                 |
| 1985–1990 | Horgosi László  | Zsáka nagyközség: Furta, Darvas, Vekerd közös tanácsának elnöke |

### Polgármesterei
| Időszak   | Polgármester  | Párt      |
| --------- | ------------- | --------- |
| 1990–1994 | Gulyás András | független |
| 1994–1998 | Gulyás András | független |
| 1998–2002 | Gulyás András | független |
| 2002–2006 | Gulyás András | független |
| 2006–2010 | Gulyás András | független |
| 2010–2014 | Kovács Kálmán | független |
| 2014–2019 | Kovács Kálmán | független |
| 2019–2024 | Kovács Kálmán | független |
| 2024–     | Gitye János   | független |

## Népesség
A település népességének változása:
| Lakosok száma | 1590 | 1581 | 1554 | 1484 | 1412 | 1401 | 1395 |
|               | 2013 | 2014 | 2015 | 2021 | 2022 | 2023 | 2024 |

2001-ben a település lakosságának 99%-a magyar, 1%-a cigány nemzetiségűnek vallotta magát.
A 2011-es népszámlálás során a lakosok 78,4%-a magyarnak, 5,9% cigánynak, 1,5% románnak mondta magát (21,6% nem nyilatkozott; a kettős identitások miatt a végösszeg nagyobb lehet 100%-nál). A vallási megoszlás a következő volt: római katolikus 4,9%, református 37,3%, görögkatolikus 0,7%, felekezeten kívüli 24% (29% nem válaszolt).
2022-ben a lakosság 87,6%-a vallotta magát magyarnak, 3,8% cigánynak, 0,7% románnak, 0,1-0,1% horvátnak, bolgárnak, görögnek és ukránnak, 0,8% egyéb, nem hazai nemzetiségűnek (12,3% nem nyilatkozott; a kettős identitások miatt a végösszeg nagyobb lehet 100%-nál). Vallásuk szerint 30,4% volt református, 3,5% római katolikus, 1,8% ortodox, 1,4% görög katolikus, 0,7% egyéb keresztény, 0,5% egyéb katolikus, 0,1% evangélikus, 0,1% izraelita, 28,5% felekezeten kívüli (32,9% nem válaszolt).

## Nevezetességek

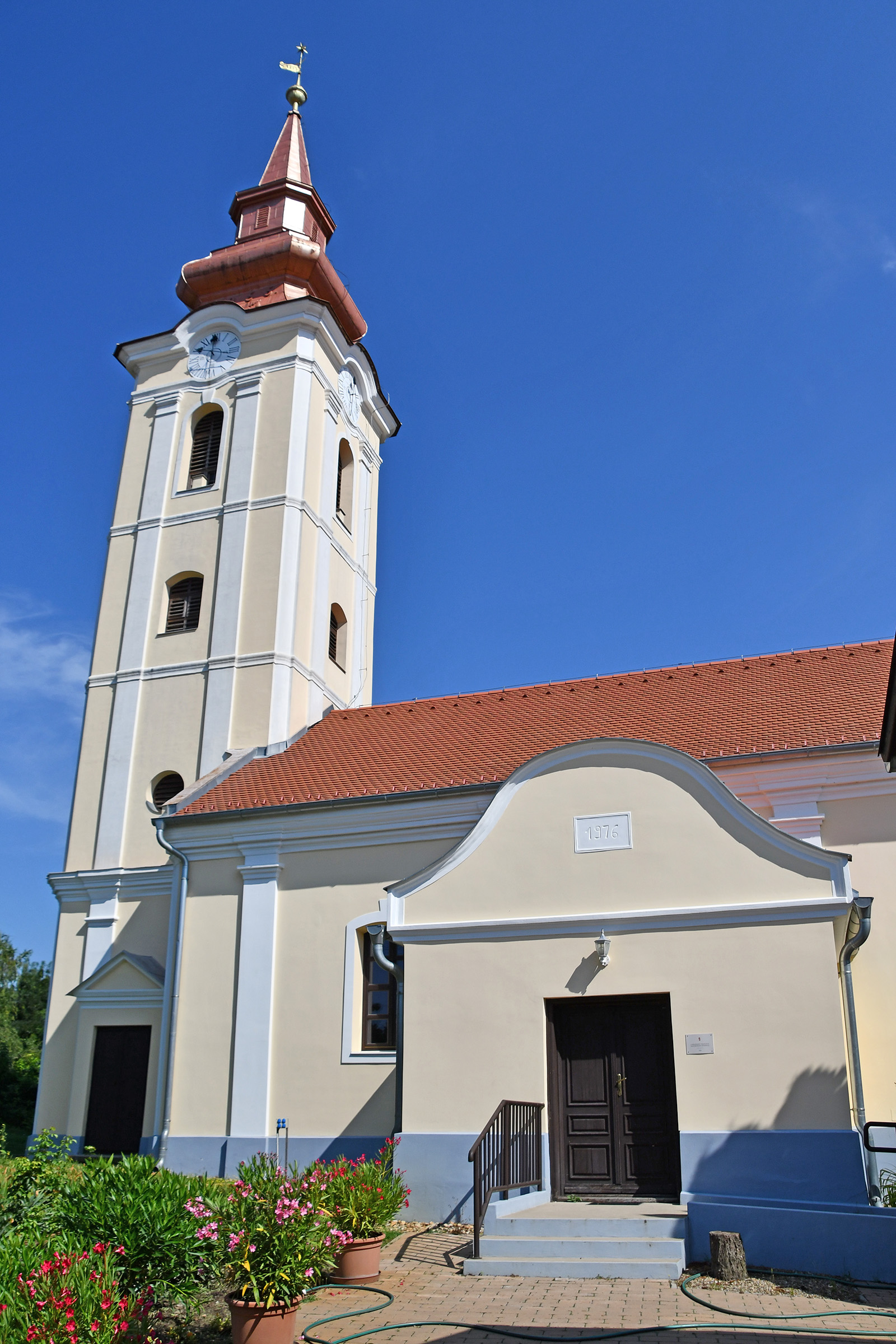
Református templom

- A Rhédey-kastély, melyet 1858-ban gróf Rhédey Gábor építtetett és birtokolt családjával és leszármazottaival 1945-ig. A kastély 1984-ig iskolaként, 1989-ig napközis otthonként funkcionált, ma a könyvtárnak ad helyet.
- Itt látható Madarász Gyula festőművész állandó kiállítása.
- A református templom késői barokk stílusban épült a 18. század végén.
- Az ortodox templom, mely ugyancsak a 18. század végén épült neobarokk stílusban.
- 1906-ban épült a falu központjában álló községháza.
- Az épület előtti parkban 1926-ban az első világháború halottainak emlékére szobrot emeltek.
- A régi iskola épületéből felújított 42 férőhelyes Vendégház-Erdei iskola, mely félpanziós ellátást biztosít az idelátogatók számára.

## Híres szülöttek
- Barcsay Károly (Zsáka, 1894. június 8. – Budapest, 1970. október 22.) ügyvéd, vármegyei főügyész, az utolsó bihari főispán.
- Mundruczó György (Zsáka, 1942. szeptember 10. – Budapest, 1997. augusztus 29.) magyar statisztikus, egyetemi tanár, a Marx Károly Közgazdaságtudományi Egyetemen.

## Természeti adottságok
A község határának jelentős része az elmúlt évek során létrejött Bihari-sík Tájvédelmi Körzet részét képezi. A szabályozási munkálatokat megelőző évszázadokban az embercsoportok számára a folyóhátak kínálták a megtelepedés lehetőségét. A települések mindig az árvízmentes térszínek ártérre néző peremeire települtek, a falvak így védve voltak a rendszeres áradásoktól, ugyanakkor elérhető közelségben voltak a földrajzi adottságokból adódóan kis méretű szántóföldekhez és a gazdasági szempontból legjelentősebb legelőkhöz és pákász helyekhez.
Az itt élő emberek megélhetése a 19. században végrehajtott vízrendezési munkálatokig a halászattól és az állattartástól függött a legnagyobb mértékben. Az újonnan kialakított folyam-, csatornarendszerek és a mocsárlecsapolások gyökeresen megváltoztatták a felszín vízrajzának viszonyait, s a vízivilág véglegesen felszámolódott.
A nagyarányú munkálatok következtében megnövekedett termőterület fedezte a növekvő népesség gabonaigényét, a megtermelt felesleget távoli piacon lehetett értékesíteni. A megindult gazdasági szerkezetváltás társadalmi változásokat indukált.
A pozitívumok mellett az évtizedek alatt egy sor negatív következményt is okoztak az árvíz-mentesítési és lecsapolási munkálatok. A kiépített csatornahálózat nem mindig képes elvezetni a felhalmozódó belvizet, és megfelelő öntözővízzel pótolni az aszálykor jelentkező csapadékhiányt. A mezőgazdaságra legsúlyosabb hatással a talajvíz viszonyok megváltozása és annak eredményeként kialakuló szikesedés volt.
Az előbb említett okok miatt a mezőgazdaság termelési biztonsága ingadozó színvonalú, melyben jelentős szerepet játszanak a glejes altalajú, magas sótartalmú réti talajok. A néhai lápterületekhez kötődő savanyú talajok vízgazdálkodása rendkívül kedvezőtlen, csak igen szűk nedvességhatárok között művelhetők eredményesen, mert hamar kiszáradnak, felrepedeznek, ugyanakkor hajlamosak vízállások képződésére is. A réti talajok mellett nagy területeket borítanak az oszlopos, szolonyec típusú szikesek, s ezek meszes, szódás változatai. A talajvíz-pangás a terület elgátolt süllyedék jellegéből következik, a talajvíz sókoncentrációja nem ritkán eléri 500 mg/l értéket és a nátrium magas részaránya is gyakori. A talajvíz keménysége és szulfáttartalma itt a legnagyobb az Alföldön.
„A Sárrét maga volt a mese, hajdanában. Sok százezer holdnyi lápmező. Állandó víz alatt, úttalan megközelíthetetlen táj. Ma már csak nyolcvanéves öregjeink emlékeznek erre a különös ókori világra. Az ő ifjú koruk még ott telt el a nád, a sás és a vízi moszatok világában.” (Gácser J. 1985).
A folyamszabályozások és mocsárlecsapolások következményeként a korábbi vízvilág teljesen eltűnt, a legszembeötlőbb változást a madárvilág szenvedte el.
A 19. század közepén még a Kis-Sárrét vízimadarairól, vízivadászatoknak oly kifogyhatatlanságáról, beszéltek az emberek. Azóta gyökeres változáson ment át a vízimadár-paradicsom. A nagyméretű pusztulásnak két oka van. Az első az évszázadokon keresztül tartó üldözés, amelyet a madarak húsukra, dísztollaikra vadászó emberektől szenvedtek el. Épp a Sárrét volt hazánk egyik legjobb madártollgyűjtő helye. A 19. században még kócsag- és darutollakat gyűjtöttek be nagy számban, mivel kalapdíszként igen elterjedt volt használatuk. A döntő csapás a vízvilág életében mégis a lecsapolás volt, ezzel ugyanis csaknem teljesen eltűnt a madárvilág élőhelye.
A szikes területeken szinte kivétel nélkül a legelőnek használt szikes puszta a meghatározó, kedvezőbb talajoknál kizárólagos a szántóföldi művelés. Ezeken a területeken a kultúrsztyepp a meghatározó tájvonás. Az ártól mentesített holtmedrekkel tagolt magas talajvizű alacsony ártereken réti és réti öntés talajok az elterjedtek, rajtuk a szántóföldi művelés a legjellemzőbb. A mélyebb laposokat rétek jellemzik, hordalékkúpokon a közepes talajvízállásnak köszönhetően réti csernozjom és mélyben sós réti csernozjom talajokkal találkozhatunk, melyeken ugyancsak a szántóföld a legfontosabb tájképi elem.